# Laki (dialeto)
O Laki(لەکی; Lekî) é uma variedade fonética ora considerada como um dialeto curdo meridional, ora um dialeto da língua luri ou uma língua iraniana independente.
O Laki é falado em áreas ao sul de Hamadã, como nas regiões de Nemavande, Tuyserkan, Nursbad, Ilão, Guilão e Pahleh, no oeste do Irã.

## Características
A sintaxe e o vocabulário do Laki foram bastante alterados pelo Luri. Já a gramática básica e o sistema verbal é como em outras línguas iranianas do noroeste, especialmente o Zaza-Gorani. Essa relação é reafirmada com remanescentes no Laki da gramática curda, como o caso ergativo. No entanto, Shahsavari, baseado nas características linguísticas e semânticas, afirma que o Laki é uma língua diferente do curdo.